# Kayalıdere, Göynük
Kayalıdere là một xã thuộc huyện Göynük, tỉnh Bolu, Thổ Nhĩ Kỳ. Dân số thời điểm năm 2010 là 145 người.